# Малая Лямпа
Малая Лямпа — река в России, протекает в Пермском крае. Левый приток Большой Лямпы.

## Описание
Берёт начало примерно в 2 км от границы со Свердловской областью на западных склонах хребта Казанский Камень (Северный Урал) севернее одноимённой горы. По хребту проходит граница Европы и Азии, а также водораздел Волги и Оби. Протекает полностью по территории Красновишерского района Пермского края. Течёт преимущественно на север и северо-запад, характер течения — горный. Устье реки находится в 17 км от устья Большой Лямпы. Длина реки составляет 15 км.

## Данные водного реестра
По данным государственного водного реестра России относится к Камскому бассейновому округу, водохозяйственный участок реки — Кама от водомерного поста у села Бондюг до города Березники, речной подбассейн реки — бассейны притоков Камы до впадения Белой. Речной бассейн реки — Кама.
Код объекта в государственном водном реестре — 10010100212111100004471.